# Stan Lynch
Stanley Joseph "Stan" Lynch (21 de mayo de 1955) es un músico, compositor y productor discográfico estadounidense. Fue el baterista original de Tom Petty and the Heartbreakers durante 18 años hasta su marcha en 1994.

## Primeros años
Lynch nació en Cincinnati (Ohio) y se trasladó a Gainesville (Florida) a principios de la década de 1960. Comenzó a tocar música de pequeño. Cuando era adolescente y crecía cerca de Gainesville, Lynch decidió que encontraría la forma de ganarse la vida con la música. "De niño tuve muy pocas oportunidades. Era un estudiante marginal. No iba a la universidad. Mis padres no tenían dinero".
"Tocaba la guitarra y el piano, y siempre pensé que iba a ser guitarrista", dice Lynch. "La batería fue una especie de accidente feliz. No pensé realmente que sería mi billete para salir del gueto. Elegir ser músico en aquella época no era como elegir un trabajo, sino todo un estilo de vida. Mi padre me miraba como si fuera a ponerme un vestido y bailar en el circo".
Lynch siempre se veía envuelto en peleas en el colegio, así que sus amigos razonaron que aquel joven tan aguerrido podría desgarrar la agresividad con la batería. Sus padres le obligaron a tomar clases antes de comprarle un kit, y recuerda entre risas que "en cuanto tuve mi primer set se dedicaron al tenis, y no les culpo".

## The Heartbreakers
Lynch empezó a trabajar con varias bandas de Florida, entre ellas Styrophoam Soule y Road Turkey, y cuando tenía 15 años conoció a Ron Blair, que era seis años mayor que Lynch. "Recuerdo que me acusó de robarle un amplificador. Diablos, no lo robé. Estaba trabajando para él". La batería no absorbió toda la agudeza de Lynch como sus padres esperaban, aunque permaneció en la escuela lo suficiente como para graduarse en la P.K. Yonge School en 1973.
Lynch se trasladó a Los Ángeles y volvió a coincidir con su compatriota Ron Blair durante una sesión de grabación organizada por Benmont Tench en 1976. En la sesión también participó el nativo de Jacksonville Mike Campbell. Benmont llamó a Tom Petty, también de Gainesville, para pedirle ayuda con algunas voces. Mientras se tomaban un descanso, Petty miró hacia el estudio de grabación y pensó "esta debería ser mi banda". Petty había llegado a Los Ángeles con su banda Mudcrutch, de la que Tench y Campbell formaban parte originalmente, y tenía un contrato de grabación. Pero una vez en Los Ángeles, los productores decidieron que no les interesaba el resto de la banda, por lo que ésta se disolvió, dejando a Petty básicamente en solitario, algo que no le gustaba. Pero como ya tenía el contrato discográfico, tras el descanso Petty volvió al estudio y comenzó su presentación. Al final de la noche, Lynch y el resto salieron como Tom Petty and The Heartbreakers.
Después de estar con los Heartbreakers, Lynch se tranquilizó. "Tom me dijo: 'Mira, tío, puedes llamar a cualquiera lo que quieras... pero no puedes ponerle la mano encima a nadie de esta banda'. " Aunque seguía en la banda en 1989, Lynch no actuó en ninguna canción del álbum en solitario de Petty, Full Moon Fever, aunque sí lo hicieron Campbell, Tench y Epstein.
Por su parte, Lynch sentía que acababa de empezar a tocar bien en el cuarto y quinto álbum de la banda, Hard Promises y Long After Dark. "[Me había] vuelto más suelto, más flexible con los años", comentó. "Cuando escucho nuestro primer par de álbumes, creo que sueno rígido". A medida que la habilidad de Lynch aumentaba, también lo hacían las ofertas para tocar con otros artistas, creando una experiencia que abarca una gran variedad de territorio musical. Lynch colaboró en álbumes de los siguientes artistas:
- The Amazing Delores
- The Blasters
- Jackson Browne
- T-Bone Burnett
- The Byrds
- Belinda Carlisle
- Bob Dylan
- The Eagles
- Elliot Easton
- Eurythmics
- Aretha Franklin
- Don Henley
- Jackopierce
- Freedy Johnston
- Jim Lauderdale
- Eric Martin
- The Mavericks
- John Mellencamp
- Roger McGuinn
- Kevin Montgomery
- Scotty Moore
- Stevie Nicks
- The Nudes
- Rank and File
- Timothy B. Schmit
- Del Shannon
- Todd Sharp
- Henry Lee Summer
- Toto
- Warren Zevon

## Salida de The Heartbreakers
Lynch dejó el grupo en 1994. Su última actuación con los Heartbreakers fue el 2 de octubre de 1994, en el concierto benéfico de la Bridge School en Mountain View, California. Inmediatamente después de este concierto, Lynch dejó la banda debido a diferencias musicales y personales con Petty. Tras su marcha, Lynch se trasladó a Florida, donde se asoció con su viejo amigo Don Henley para ayudar a montar el álbum de reunión de los Eagles Hell Freezes Over. También ha realizado giras con los Eagles.
Lynch regaló sus baterías y ahora trabaja como productor y compositor en San Agustín, Florida. Enseña a los niños a tocar la batería varias veces a la semana en la tienda de música de un amigo del instituto en Gainesville.
Entre los actos que Lynch ha producido se encuentran The Band, The Eagles, Don Henley, Jackopierce, Joe 90, Scotty Moore y Sister Hazel.
Como compositor, ha coescrito o escrito para numerosos grupos, como Matraca Berg, Meredith Brooks, The Fabulous Thunderbirds, The Jeff Healey Band, James House, June Pointer, Eddie Money, Toto, Tora Tora, Sister Hazel, Ringo Starr y The Mavericks.
Tim McGraw grabó "Back When", una canción que Lynch escribió con Stephony Smith y Jeff Stevens, para su álbum Live Like You Were Dying. La canción llegó al número 1 a principios de diciembre de 2004.
Lynch se reunió con sus antiguos compañeros de banda en 2002, cuando fueron incluidos en el Salón de la Fama del Rock and Roll, e interpretó "American Girl" y "Mary Jane's Last Dance".
Tom Petty dijo lo siguiente sobre Lynch, incluido en su libro de 2005, Conversations with Tom Petty:
Stan era un poco más joven que nosotros. Pero era un muy buen baterista y era muy concienzudo, y trabajaba muy duro. Y también cantaba. Cantaba la armonía. Era como nuestro principal cantante de armonía en los días anteriores a Howie. Era una potencia en el escenario. Me recordaba a Keith Moon en cierto modo. Era tan poderoso que solía decir que tenía una quinta marcha en la que podía entrar y hacer que todo explotara. Era muy bueno en eso, y se sabía muy bien las canciones. Él y yo teníamos una comunicación increíblemente buena en el escenario; podía leer el movimiento de mi hombro. Podía ir a donde yo quisiera. Nunca me quitaba los ojos de encima. Todo lo que hacía se acentuaba en la batería. Cualquier movimiento que hiciera. Teníamos una gran comunicación visual en la que yo podía girarme y mirarle, y él sabía exactamente lo que quería hacer.

## Vida personal
Lynch mantuvo una relación de cinco años con la actriz Louise "Wish" Foley, a la que conoció mientras él y el resto de la banda estaban en el set de rodaje de una producción para la canción de Tom Petty "Don't Come Around Here No More". Foley interpretó al personaje principal de Alicia en el País de las Maravillas, de pelo rubio, en el vídeo. También participó en el vídeo "Make It Better (Forget About Me)".